# Ufke Cremer
Ufke Cremer (* 30. September 1887 in Timmel; † 16. Oktober 1958 in Norden) war ein deutscher Gymnasiallehrer und Heimatforscher aus Norden.

## Leben
Ufke Cremer wurde als Sohn eines Lehrers in Timmel geboren, wuchs aber in Norden auf. Sein Leben lang blieb er seiner Stadt Norden treu. Er machte sein Abitur am Ulrichsgymnasium, an dem er dann ab 1918 unterrichtete. Seine Fächer waren Geschichte, Latein und Griechisch. Als Heimatforscher kreisten die meisten seiner Veröffentlichungen um die Geschichte der Stadt Norden.
In den 1920er Jahren lag der Schwerpunkt seiner Forschungen in den Archiven des Auricher Staatsarchives. In den 1930er Jahren redigierte er unter anderem die Bände des „Ostfriesenwart“, des Mitteilungsblattes der ostfriesischen Heimatvereine.
Cremer war 1943 bis 1945 Mitglied der Landschaftsversammlung.

## Werke (Auswahl)
- Friedrich Sundermann, in: Niedersachsen 23, 1918, S. 244–245
- Album discipulorum Scholae illustris Ulricanae quae Nordae est...MDCCLI [Personenverzeichnis von Ufke Cremer, Manuskr. von 1919 im StAA, Bibl. M 10, 1533, dazu Artikel in: Ostfriesischer Kurier vom 7. Oktober 1950]
- Bodenständige Landbevölkerung, in: Die Tide 5, 1922, S. 143–145
- Zur Geschichte des Mariensteines in Stapelmoor, in: Der Deichwart, Beilage zum Rheiderland 1, 1926, Nr. 38
- Aus der Geschichte der Ludgerikirche, in: Festschrift anläßlich des 400-jährigen Reformationsjubiläums in Norden, Sonderabdruck aus Heim und Herd, Beilage zum Ostfriesischen Kurier, Norden 1926, S. 9–40
- Ubbo Emmius und wir, in: Heim und Herd, Sonderdruck aus den Heimatbeilagen des Ostfriesischen Kurier 1926, Bd. 1a: Bilder aus Nordens Vergangenheit, Norden 1927, S. 25–37
- Jacob Menssen und seine kartographischen Arbeiten, in: Ostfriesenwart. Mitteilungen des Bundes ostfriesischer Heimatvereine 2, 1933, S. 2–9
- Wer kennt seine Vorfahren? Die Einwohner der Stadt Norden im Jahre 1811, in: Ostfriesenwart. Mitteilungen des Bundes ostfriesischer Heimatvereine 3, 1934, S. 13–19, 32–37, 69–72
- Familiengeschichtliche Forschungen in Ostfriesland, in: Ostfriesenwart. Mitteilungen des Bundes ostfriesischer Heimatvereine 3, 1934, S. 41–42
- Familiennamen und Familienstand der Lütetsburger Einwohner im Jahre 1812, in: ebd., S. 80–95
- Die Norder Bürgermeister von 1497 bis 1937 und ihre Familien, in: ebd., 1938, Nr. 2
- Die Erneuerung und der Umbau der Lateinschule zu Norden Ulrichsschule vor 300 Jahren, Sonderdruck aus dem Ostfriesischen Kurier, Norden 1941; Pastor Dr. Heinrich Reimers und die Heimatforschung in Norden, Norden 1943
- Monumentum aere perennius. Geheimrat Prof. Carl Stegmann zum 100. Geburtstag am 31. Dezember 1952, in: ebd. 1952 [o. Pag.]; Rund um St. Ludgeri, in: Ostfriesischer Kurier Nr. 129 vom 7. Juni 1952
- Norden im Wandel der Zeiten, Norden 1955; Norder Zunftleben in fürstlich-ostfriesisch